# Једно туце жена
Једно туце жена је југословенски филм из 1967. године. Режирао га је Александар Ђорђевић, а сценарио је писао Брана Црнчевић.

## Улоге
| Глумац          | Улога |
| --------------- | ----- |
| Миа Адамовић    |       |
| Бранко Цвејић   |       |
| Жика Миленковић |       |
| Бора Тодоровић  |       |
| Дуња Веснић     |       |